# الناصفة (الرين)
الناصفة، هي قرية من فئة (أ) تقع في محافظة الرين، والتابعة لمنطقة الرياض في السعودية. وتبعد الناصفة بالرين عن محافظة الرين بمسافة تقارب () كم.